# 邢京龙
邢京龙（1984年10月—），河南洛阳人，回族，中国共产党党员。中华人民共和国政治人物、第十三届全国人民代表大会河南省代表。

## 生平
2018年，邢京龙被选为河南省出席第十三届全国人民代表大会代表。